# Петторано-суль-Джицио
Петторано-суль-Джицио (итал. Pettorano sul Gizio) — коммуна в Италии, расположена в регионе Абруццо, подчиняется административному центру Л’Акуила.
Население составляет 1314 человека (на 2005 г.), плотность населения составляет 21,04 чел./км². Занимает площадь 62,44 км². Почтовый индекс — 67034. Телефонный код — 0864.
Покровителями коммуны почитаются святая Маргарита и святой Венигн. Праздник ежегодно празднуется 13 июля.